# Josefin Eder
Josefin Eder (* 1. Oktober 1995) ist eine deutsche Sportschützin und Goldmedaillengewinnerin bei den Europaspielen.

## Werdegang
Nachdem Josefin Eder das Fechten, Reiten und Schwimmen ausprobiert hatte, nahmen ihre Eltern (Gilda und Gernot Eder, beide ehemalige Sportschützen) sie mit auf den Schießstand. Dort nahm sie die Luftpistole ihres Vaters in die Hände und entdeckte ihre Leidenschaft für den Schießsport.
2019 konnte Eder beim World Cup in Rio de Janeiro in das Finale des 25-Meter-Pistole-Schießens einziehen, bei dem sie erst nach einem doppelten Shoot-Off (Stechen) den achten Platz belegte.
Bei den Europaspielen 2023 in Krakau, deren Schießwettkämpfe in Breslau ausgetragen wurden, holte Eder mit ihren Schützenkolleginnen Sandra Reitz und Doreen Vennekamp in der Disziplin 10-Meter-Luftpistole-Mannschaft die Goldmedaille.
Um sich für die Olympischen Sommerspielen 2024 zu qualifizieren, musste Eder am ISSF Final Olympic Qualification Championship in Rio de Janeiro teilnehmen. Dort konnte sie das Qualifikationsturnier im 25-Meter-Pistole-Schießen in einem knappen Finale mit Shoot-Off für sich entscheiden.
Kurz danach konnte Eder bei den Schieß-Europameisterschaften 25/50/300 Meter 2024 in Osijek in den Disziplinen 25 m Pistole Mannschaft und 25 m Pistole Trio mit Doreen Vennekamp und Monika Karsch gleich zwei Goldmedaillen gewinnen.
Bei den Olympischen Spielen in Paris konnte sie im August desselben Jahres in der Qualifikation des 25-Meter-Pistole-Schießens den 36. Platz belegen und verpasste das Finale.
Das Jahr 2024 konnte Eder beim World Cup Finale in Neu-Delhi im 25-Meter-Pistole-Finale mit der Goldmedaille abschließen, nachdem sie zuvor in Granada und Baku in dieser Disziplin jeweils eine Bronzemedaille gewonnen hatte.